# 21121 Andoshoeki
21121 Andoshoeki è un asteroide della fascia principale. Scoperto nel 1992, presenta un'orbita caratterizzata da un semiasse maggiore pari a 2,4174906 au e da un'eccentricità di 0,1633688, inclinata di 5,59337° rispetto all'eclittica.